# Disney Channel (Roumanie)
Disney Channel est la version roumaine de Disney Channel. La chaîne est diffusée depuis le 19 septembre 2009, à la suite du renommage de Jetix.

## Historique
La chaîne a été créée le 1er avril 1999 sous le nom Fox Kids par Fox Entertainment Group. À la suite du rachat en août 2004 de Fox Family Worldwide par la Walt Disney Company, la chaîne a été rebaptisée Jetix le 1er janvier 2005, dépendant de Jetix Europe.
Le 19 septembre 2009, Disney annonce le renommage de Jetix en Disney Channel Romania.